# Ladilla Rusa
Ladilla Rusa és un grup musical de Montcada i Reixac (Catalunya) format per Tania Lozano i Víctor F. Clares, amics des de la infància i periodistes de formació, que el 2017 decidiren crear un grup, inicialment com a broma. El seu estil, descrit com a «orgull txarnego», té influències de l'electropop, la rumba catalana i altres influències de la perifèria barcelonina. Les seves cançons més destacades són Macaulay Culkin i KITT y los coches del pasado.

## Discografia
- Estado del Malestar. La Mundial Records (2018).
- Costumbrismo mágico. (2022).[4]